# Marsilius z Padovy
Marsilius z Padovy (latinsky Marsilius Patavinus, italsky Marsilio nebo Marsiglio da Padova; c. 1275/1280 – c. 1342/1343) byl italský humanistický myslitel, ovlivněný učením filozofa Averroa. Vytvořil světskou, proti papežské teokracii zaměřenou koncepci státu a politiky, dle níž je lid suverénním nositelem moci a státní moc je nezávislá na církevní moci.

## Život a učení

### Působení v Paříži
Narodil se v Padově někdy mezi léty 1275–1280. V Paříži studoval medicínu, filozofii a teologii. Stal se profesorem teologie (1312)  a v roce 1313 rektorem pařížské Sorbonny. Zde se seznámil s učením Aristotela a Averroa i s názory stoupenců silné nacionální francouzské monarchie. Když se rozpoutal boj mezi papežem Janem XXII. a císařem Ludvíkem IV. Bavorem, postavil se rozhodně na stranu císaře Ludvíka a učinil tak bez ohledu na skutečnost, že papež Jan XXII. v roce 1324 Ludvíka Bavora exkomunikoval.

### Spis „Defensor pacis"
V Paříži vznikl roku 1324 jeho nejvýznamnější spis Defensor pacis [Obránce míru], který napsal snad za spoluúčasti svého přítele Jana z Jandunu. V tomto díle je vše podstatné z politické a náboženské teorie, co dělí dobu moderní od středověku, je v něm převrácen tradiční středověký myšlenkový svět a církevní pořádek.
„Obránce míru" se spis nazývá z toho důvodu, že v něm obsažené zásady prý mohou vést k míru. Namísto tradičního učení, že královská moc pochází od boha, se ve spisu tvrdí, že nositelem veškeré moci světské i církevní je suverénní lid a na církvi nezávislý stát. Nejvyšší církevní instancí je vrchností svolaný všeobecný koncil. Církev má být nemajetná a působit jen na poli duchovním. Papežův primát znamená jen čestné prvenství a nezakládá se na božím ustanovení.
Papež Jan XXII. prohlásil několik vět z tohoto spisu za kacířské, jeho autory exkomunikoval (1327), jejich díla zapověděl.  Papež Klement VI. později prohlásil, že „nikdy nečetl horšího kacíře nad tohoto Marsilia Padovského." 

### Pod ochranou Ludvíka Bavora
Poněvadž spis „Defensor pacis" vzbudil hned po svém zrodu zásadní odpor církevních kruhů, uchýlil se Marsilius již na jaře 1326 do Norimberka pod ochranu císaře. Papež Jan XXII. pak vydal edikt, v němž Ludvíka Bavora odsoudil i za to, že bludaře Marsilia z Padovy a Jana z Jandunu s jejich bludařskou knihou Defensor pacis chrání.
Marsilius se stal císařovým poradcem a lékařem. V letech 1327–1328 podnikl Ludvík tažení do Itálie, aby se dal v Římě korunovat. Marsilius byl jmenován vikářem v Římě a zúčastnil se i Ludvíkovy císařské korunovace. Byl patrně i iniciátorem pokusu císaře Ludvíka o sesazení papeže Jana XXII. a o nastolení vzdoropapeže Mikuláše V.  Tento vzdoropapež jmenoval Marsilia v roce 1328 milánským arcibiskupem. 
Po návratu císaře z Itálie setrval Marsilius pod jeho ochranou až do své smrti (asi 1342–1343, místo nejisté). V době pobytu u císařského dvora vznikly i jeho další spisy: Defensor minor [Menší obránce], Tractatus de translatione Imperii [Traktát o přenesení císařství], Tractatus de iurisdictione imperatoris in causis matrimonialibus [Traktát o císařově právu v manželských sporech]. Tyto práce měly za cíl zdůvodnit posílení císařských pravomocí proti nárokům papežů.

## Marsilius a Lucemburkové
Na přelomu let 1341–1342 vyvrcholilo úsilí císaře Ludvíka Bavora oženit svého syna markraběte Ludvíka s Markétou Korutanskou. Ta však byla provdána za Jana Jindřicha, syna českého krále Jana Lucemburského. Markéta tedy obvinila Jana Jindřicha z impotence a ze sexuální zvrhlosti. Císař Ludvík pak manželství Markéty s Janem Jindřichem ze své pravomoci zrušil a oženil s Markétou svého syna. Císař prohlašoval, že rozhodl „v souladu s božským zákonem" a přisuzoval si tudíž moc, jakou měl podle tehdy uznávaných norem pouze papež. Byl si však vědom závažnosti svého činu, a proto si vyžádal od učenců, kteří žili pod jeho ochranou, odborné posudky o této záležitosti.
Marsilius napsal na konci roku 1341 nebo na začátku roku 1342 spis Tractatus de iurisdictione imperatoris in causis matrimonialibus [Traktát o císařově právu v manželských sporech], ve kterém se pokusil ospravedlnit císařův postup a tvrdil, že rozvod manželství náleží vrcholné moci světské, a nikoli církevní.
Lucemburkové ani papež tento rozvod ovšem neuznali. Kdyby se Marsilius dostal do rukou Lucemburků, kteří celou tuto aféru považovali za pohanu svého rodu, jistě by se mu zle vedlo. K církevnímu rozloučení zmíněného manželství došlo až v roce 1349, aby se Jan Jindřich mohl oženit s Markétou Opavskou; s tou pak měl šest dětí.